# Nuoto ai Giochi della XXVI Olimpiade - 100 metri stile libero femminili
Hanno partecipato alle batterie di qualificazione 48 atlete: le prime 8 si sono qualificate per la finale A, le successive 8 invece si sono qualificate per la finale B.
20 luglio 1996

## Finale A
| Posizione | Atleta                | Paese       | Tempo |
| --------- | --------------------- | ----------- | ----- |
|           | Le Jingyi             | Cina        | 54.50 |
|           | Sandra Völker         | Germania    | 54.88 |
|           | Angel Martino         | Stati Uniti | 54.93 |
| 4         | Amy Van Dyken         | Stati Uniti | 55.11 |
| 5         | Franziska van Almsick | Germania    | 55.59 |
| 6         | Sarah Ryan            | Australia   | 55.85 |
| 7         | Mette Jacobsen        | Danimarca   | 56.01 |
| 8         | Karin Brienesse       | Paesi Bassi | 56.12 |

## Finale B
| Posizione | Atleta                | Paese       | Tempo |
| --------- | --------------------- | ----------- | ----- |
| 9         | Shan Ying             | Cina        | 55.74 |
| 10        | Linda Olofsson        | Svezia      | 55.83 |
| 11        | Luminita Dobrescu     | Romania     | 55.98 |
| 12        | Leah Martindale       | Barbados    | 56.03 |
| 13        | Natal'ja Meščerjakova | Russia      | 56.17 |
| 14        | Karen Pickering       | Regno Unito | 56.32 |
| 15        | Martina Moravcová     | Slovacchia  | 56.47 |
| 16        | Sue Rolph             | Regno Unito | 56.58 |

## Non qualificate
| Posizione | Atleta              | Paese             | Tempo   |
| --------- | ------------------- | ----------------- | ------- |
| 17        | Shannon Shakespeare | Canada            | 56.63   |
| 18        | Vibeke Johansen     | Norvegia          | 56.88   |
| 19        | Rania Elwani        | Egitto            | 56.89   |
| 20        | Solenne Figuès      | Francia           | 56.90   |
| 21        | Claudia Franco      | Spagna            | 57.00   |
| 22        | Minna Salmela       | Finlandia         | 57.15   |
| 23        | Gabrielle Rose      | Brasile           | 57.16   |
| 24        | Cecilia Vianini     | Italia            | 57.17   |
| 25        | Sumika Minamoto     | Giappone          | 57.25   |
| 26        | Siobhan Cropper     | Trinidad e Tobago | 57.30   |
| 27        | Judith Draxler      | Austria           | 57.34   |
| 28        | Metka Sparavec      | Slovenia          | 57.66   |
| 29        | Alison Fitch        | Nuova Zelanda     | 57.71   |
| 30        | Anna Nyiry          | Ungheria          | 57.82   |
| 31        | Antonia Mahaira     | Grecia            | 57.92   |
| 32        | Monica Dahl         | Namibia           | 57.95   |
| 33        | Helene Muller       | Sudafrica         | 57.98   |
| 34        | Kristýna Kyněrová   | Rep. Ceca         | 58.03   |
| 35        | Bo-Eun Lee          | Corea del Sud     | 58.27   |
| 36        | Sandrine Paquier    | Svizzera          | 58.38   |
| 37        | Dita Želvienė       | Lituania          | 58.57   |
| 38        | Teresa Moodie       | Zimbabwe          | 58.59   |
| 39        | Sviatlana Zhidko    | Bielorussia       | 58.64   |
| 40        | Tsai Shu-min        | Taipei cinese     | 58.65   |
| 41        | Joscelin Yeo        | Singapore         | 58.87   |
| 42        | Yevgeniya Yermakova | Kazakistan        | 59.12   |
| 43        | Valeria Álvarez     | Argentina         | 59.26   |
| 44        | Viktoriya Polyayeva | Kirghizistan      | 59.40   |
| 45        | Gabrijela Ujčić     | Croazia           | 59.92   |
| 46        | Duška Radan         | Jugoslavia        | 1:00.34 |
| 47        | Caroline Pickering  | Figi              | 1:00.51 |
| 48        | Gail Rizzo          | Malta             | 1:02.19 |